# Distorzija
Distorzija je mladinski družbeni roman slovenskega pisatelja Dušana Dima. Je njegov knjižni prvenec, izdan leta 2005 pri Cankarjevi založbi.
Dušan Dim je svoje otroštvo in najstniške dni preživel V Velenju , kjer je v mladinskem klubu Stiskarna predvajal glasbo in organiziral rokenrol koncerte. Poznavanje glasbene in najstniške scene je tako uspešno prelil v to nagrajeno književno delo.
Ostala avtorjeva dela so še Rdeča mesečina, Oprostite, vaše življenje ne obstaja in Jezero na robu mesta.

## Vsebina
Distorzija nam prikaže življenje in odraščanje sodobnih najstnikov v Ljubljani. Glavni junak je petnajstletni Dejan, ki ga prijatelji kličejo Piksi. Je gimnazijec, ki dolgočasne počitniške dneve ubija s poslušanjem glasbe svojega izginulega starejšega brata. Vsebina starih kaset popolnoma spremeni njegovo prihodnost. Skupaj s prijatelji, med katerimi sta tudi Pejo in Sani, ustanovi svojo glasbeno punk-rock skupino Avtsajders in na poti do svojega prvega samostojnega koncerta doživi kup spodrsljajev. Sprva jim načrte prekriža njihov pevec Toni, ki se jih tik pred koncertom odloči zapustiti in s seboj odnese še bobne. Nagajajo jim tudi sovrstniki v bolj všečni in uspešni glasbeni skupini, ki vadijo v sosednjem prostoru zaklonišča. Piksi ima težave še s starši, ki njegove ljubezni do kitare in punka ne razumejo, zaradi manjkanja v šoli pa mu grozi še izključitev. Fantje kljub vsemu vztrajajo in prične se iskanje novega pevca in bobnov. Piksi na internetnem forumu svojega idola Johnnyja Thundersa spozna Edija, ki se pohvali s svojimi pevskimi izkušnjami in sodelovanji z različnimi glasbenimi skupinami. Sledijo dodatni zapleti, najstniške ljubezni in spori med prijatelji, ki skoraj razdrejo skupino.
Distorzija je branje o mladosti, iskanju pravih vrednot v življenju, skelečem hrepenenju ljubezni, iskanju pravih prijateljev, o samopotrditvi in ustvarjanju lastnega prostora pod soncem. V romanu je veliko tipičnih srednješolskih utrinkov, kot so medgeneracijski konflikti, brezobzirno obnašanje med različnimi mladostniškimi skupinami, zasuki na ljubezenskem področju, ki so vešče izpisani, domiselni in značilni za najstniško življenje na poti do izoblikovanja lastne identitete. Knjigi uspe preseči najstniško branje o uporu, kitarah in puncah, saj se odlično bere kot poklon skupinam, kot so Pankrti, Partibrejkers in Majke ter je pristno in iskreno vrednotenje ustvarjanja rockovske glasbe.
Distorzijo lahko označimo tudi za razvojni roman, kjer protagonist ob naporih, s trmasto zagnanostjo in odpovedovanjem doživi pomembno notranjo preobrazbo, saj v sebi odkrije trdnost, ki temelji na moči lastne kreativnosti.
Čeprav je delo namenjeno mladim, ki se navdušujejo nad glasbo (punkom), s svojo univerzalnostjo presega medgeneracijske okvire. Prav tako punk, četudi je v središču romana, za njegovo sporočilnost niti ni tako zelo pomemben, kar je razvidno že iz večpomensko zastavljenega naslova. Distorzija, ki v medicini pomeni pretrganje sklepnih vezi, v glasbi pa posebni kitarski efekt, lahko v prenesenem pomenu razumemo kot izrazit in skrajen napor, tisto, kar te dokončno premakne iz ustaljenih življenjskih stalnic. Ravno to se ob spoznanju s punkom zgodi glavnemu junaku, bralci pa skupaj z njim doživljamo spremembe, razočaranja in uspehe na njegovi poti.
Pomemben element romana je tudi prepričljiv slog, ki je slengovsko obarvan in sodobno mladostniški. Avtor ne izumlja jezika, da di bil podoben domnevni mladosti, osebe pa so izdelane neprisiljeno, brez nepotrebnih pretiranih klišejskih prepričanj o obnašanju in razmišljanju sodobne mladine. Branje romana bo vsakogar, ne glede na starost in glasbeni okus poneslo v mladostniško obarvani pogled na svet, barvito in pestro doživljanje najstniških glasbenih skupin in spopadanja se z vsakdanjimi težavami, ki pestijo mlade.

## Zbirka
Roman je izšel v zbirki Najst Cankarjeve založbe, ki je v slovenski prostor vpeljala predvsem vsebine prepletene s popularno kulturo, mladinskimi subkulturami in drugimi širšimi tematikami. Ime zbirke nagovarja najstniško populacijo vendar so romani (prevodi in domača beletristika) priporočljivo branje tudi za nekoliko starejšo populacijo.

## Ocene in nagrade
Distorzija je prejela nagrado Večernica za najboljšo slovensko mladinsko literarno delo, ki jo podeljuje časopisno-založniško podjetje Večer.
V šolskem letu 2008/2009 je bilo delo izbrano za branje dijakov pri tekmovanju iz slovenščine za Cankarjevo priznanje.

## Izdaje in prevodi
Delo je dvakrat doživelo ponatis in sicer prvič kot posebna izdaja pri Društvu bralna značka Slovenije v zbirki Zlata bralka, zlati bralec leta 2007 in drugič v letu 2008.

## Priredbe
Po romanu je bil leta 2009 posnet tudi celovečerni mladinski film Distorzija v režiji Mihe Hočevarja. Scenarij sta pripravila Miha Hočevar in Matevž Luzar, igralsko zasedbo pa so sestavljali Žan Perko, Jure Dolamič, Jan Vrhovnik, Domen Verovšek, Lan Štrucelj in drugi. 
Film je bil del tekmovalnega programa 12. Festivala slovenskega filma v Portorožu leta 2009.